# Ordizia
Ordizia (em basco) ou Ordicia (em castelhano; no passado também foi conhecida como Villafranca de Ordicia, Villafranca de Oria e Villafranca) é um município da Espanha na província de Guipúscoa, comunidade autónoma do País Basco, de área 5,65 km² com população de 9 339 habitantes (2007) e densidade populacional de 1 652,9 hab./km².

## Demografia
| Variação demográfica do município entre 1991 e 2004 | Variação demográfica do município entre 1991 e 2004 | Variação demográfica do município entre 1991 e 2004 | Variação demográfica do município entre 1991 e 2004 |
| --------------------------------------------------- | --------------------------------------------------- | --------------------------------------------------- | --------------------------------------------------- |
| 1991                                                | 1996                                                | 2001                                                | 2004                                                |
| 9325                                                | 9120                                                | 8938                                                | 8926                                                |

## Evolução do nome do município
O município foi fundado em 1256, quando o rei castelhano Afonso X ordena sua fundação em um lugar chamado Ordicia. Anos mais tarde, em 1268, o mesmo rei concedeu à aldeia o título de vila. Certos privilégios como o Foro de Vitória e rebatizou o povoado com o nome de Villafranca, para incidir nos direitos de sua população.
Ao longo da história coexistiram os dois nomes: o de Villafranca (oficial) e o de Ordicia que se mantinha no uso popular. Em 1916, o município trocou seu nome oficial para Villafranca de Oria, para atender à legislação vigente, que cobrava multa aos municípios homônimos. Com o nome de Villafranca de Oria, não havería problemas, mas não caiu no uso popular e mudou novamente, agora para Villafranca de Ordicia, integrando no nome da cidade os dois nomes tradicionais.
Finalmente, pela resolução de 4 de janeiro de 1982 do Vice-Conselho de Administração Local, publicado no BOPV de 20 de janeiro do mesmo ano, adotou-se oficialmente a denominação de Ordizia, que é o uso comum no idioma basco, adaptado à grafia moderna.
1. ↑  «Cifras oficiales de población resultantes de la revisión del Padrón municipal a 1 de enero» (ZIP). www.ine.es (em espanhol). Instituto Nacional de Estatística de Espanha. Consultado em 19 de abril de 2022